# Dienstauszeichnungskreuz (Sachsen-Altenburg)
Das Dienstauszeichnungskreuz für Offiziere des Herzoglich Sachsen-Altenburgischen Militärs wurde von Herzog Joseph Friedrich Ernst von Sachsen gestiftet.
Stiftungstermin war der 1. Januar 1836. Geehrt werden sollten mit dieser Auszeichnung langjährig gediente Offiziere mit einer Mindestdienstzeit von 25 Jahren. Die Vergabe der Medaille erfolgte zweimal im Jahr. Die Termine waren 1. Januar und  der 27. August. Die Dienstzeitberechnung erfolgte nach der Regel: Kriegszeit doppelte Zeit und Urlaubszeit  Halbierung.

## Ordensdekoration
Die Ordensdekoration war ein silbernes Tatzenkreuz mit gebogenen Außenlinien und goldener Fassung. Mittig im runden Schild war die Jahreszahl der Dienstzeit in römischen Ziffern „XXV“ eingebracht. Die andere Seite zeigte erhaben die Krone und darunter den Namenszug des Herzogs.

## Ordensband und Trageweise
Das Ordensband war ein seidiges grünes Band mit silberner Einfassung. Die Auszeichnung wurde zwischen dem ersten und zweiten Knopf getragen.